# 烈焰邪神
烈焰（In Flames）是一支來自於瑞典哥登堡的旋律死亡金屬樂團，與寂靜黑暗樂團和 At the Gates 被視為旋律死亡金屬的先驅。從1990年成立以來，烈焰邪神獲得了許多獎項，共發行了10張專輯。這幾年，無論在家鄉瑞典，或是在國際上，樂團知名度不斷上升。

## 背景

### 早期發展（1990–1996）
1990年，烈焰邪神樂團由當時在死亡金屬樂團 Ceremonial Oath 的吉他手 Jesper Strömblad 所成立。 Jesper 的目的是為了要寫更具有旋律性的歌。 1993年，Jesper 因為音樂性的差異離開了原來的樂團並專注在烈焰邪神樂團。 同年，Jesper（吉他、鼓、鍵盤）與 Glenn Ljungström（吉他）、Johan Larsson（貝斯）組成了樂團第一代成員。
樂團錄製了一張三首歌的 demo，並寄到 Wrong Again Records 唱片公司。 為了增加能獲得唱片合約的機會，他們向當時的唱片老闆謊稱已經錄製了13首歌。 也因此，最後 Wrong Again Records 的老闆，在電話中答應給他們一紙唱片合約。
1993年，樂團自己寫歌、錄製並製作了他們首張錄音室專輯《Lunar Strain》，整張專輯在「Studio Fredman」（製作出許多知名旋死樂團專輯的錄音室）中完成。因為目前樂團還沒有主唱，於是 Jesper 請了寂靜黑暗樂團的主唱 Mikael Stanne 擔任專輯的臨時主唱。 1994年，《Lunar Strain》發行。
1994年，樂團在「Studio Fredman」錄製了 EP《Subterranean》。在這張 EP 中擔任錄音主唱的是 Henke Forss。1995年，《Subterranean》發行。《Subterranean》這張 EP 也讓他們贏得了知名金屬大廠 Nuclear Blast 的唱片合約。
1996年，樂團決定招募正式團員，於是找了 Björn Gelotte 擔任鼓手，六個月後 Anders Fridén 加入擔任主唱。 同年，這個新陣容錄製了第二張錄音室專輯《愚昧種族》。專輯同樣在「Studio Fredman」錄製，但與之前不同的是，這次製作人增加了錄音室的擁有人 Fredrik Nordström。1996年，《愚昧種族》發行。之後他們與 Samael、Grip Inc. 和造物主等樂團進行巡迴演唱。

### 進軍國際（1997–2001）
1997年，樂團發行了第三張專輯《烏托邦》。專輯同樣在「Studio Fredman」錄製並與 Fredrik Nordström 共同擔任製作人。專輯錄製完成之後，Glenn Ljungström 和 Johan Larsson 意外地宣布他們要離開樂團。 為了接下來與霧都魔堡樂團的巡迴演唱，他們邀請 Niklas Engelin（吉他）和 Peter Iwers（貝斯）填補之前團員離開的空缺。 在表演結束之後，Niklas Engelin 和 Peter Iwers 正式加入樂團。樂團以新陣容開始了歐洲巡迴，並首次前往日本舉行兩場演唱會。 然而在1998年巡迴結束後，Niklas Engelin 離開了樂團。
1998年，為了填補吉他手的空缺，樂團決定將鼓手 Björn Gelotte 改為擔任吉他手，並找來新鼓手 Daniel Svensson。 同年，他們錄製了第四張專輯《謊言殖民地》，同樣在「Studio Fredman」錄製以及與 Fredrik Nordström 共同擔任製作人。1999年，《謊言殖民地》發行。之後他們在歐洲與日本舉行巡迴演唱，之後更首度前往美國參加 「Milwaukee Metal Fest」。
2000年，樂團發行第五張專輯《巫毒傀儡》。專輯再一次在「Studio Fredman」錄製以及與 Fredrik Nordström 共同擔任製作人。之後他們與像是夢劇場、滑結樂團和聖約樂團等樂團進行巡迴演唱。 2001年8月，樂團發行了《東京演唱會實況精選》，在2000年11月於日本進行巡迴演唱時所錄製的現場專輯。

### 拓展美國市場及現況（2002–現在）
2002年，發行了第六張錄音室專輯《風雲變色》。不同於之前的專輯，《風雲變色》不在「Studio Fredman」錄製，Fredrik Nordström 也未擔任製作人。這張專輯在「Dug-Out studio」錄製並由 Daniel Bergstrand 擔任製作人。同年，樂團與超級殺手合唱團、飛靈樂團和冒犯合唱團等樂團進行巡迴演唱。
2003年，發行了第七張錄音室專輯《魔音傳腦》。專輯大部分都是樂團在丹麥租的一間房子內錄製的，只有鼓是在「Dug-Out studio」錄製，並再度由 Daniel Bergstrand 擔任製作人。2004年，《魔音傳腦》發行。《魔音傳腦》提升了樂團的知名度，在美國銷售超過100,000張，《The Quiet Place》登上瑞典單曲榜第二名。 接著舉行的世界巡迴來到了澳洲，在幾乎爆滿的群眾面前表演。之後，他們與猶大祭司、克魯小丑和摩托頭等團舉行巡迴演唱。 另外他們也在2005年的「Ozzfest」的主舞台演出。
2005年，他們在「Dug-Out studio」錄製了第八張專輯《終極路線》。同年，發行《Used and Abused: In Live We Trust》，收錄了2004年裡的眾多表演。2005年，他們決定與另外一間唱片廠牌簽約，期望未來能夠提升在北美地區的銷售量。 2006年，《終極路線》推出。專輯在北美由「Ferret Music」發行，其他地區則是「Nuclear Blast」負責發行。 這也是他們在瑞典的第一張冠軍專輯。同年，他們與神碑合唱團一同巡迴，參加了「The Unholy Alliance」巡迴演唱，成為「Sounds of The Underground」巡迴演唱的壓軸之一 ，以及登上「Download Festival」的主舞台表演。
2007年10月，樂團在自己位於瑞典哥登堡的錄音室IF Studios完成了第九張錄音室專輯的錄製。樂團在專輯錄製過程中也推出了錄音室日記，記載著錄音的過程。
2007年，樂團前往杜拜參加「Dubai Desert Rock Festival」。八月，他們參加「Bloodstock Open Air」搖滾音樂季。
樂團與麥加帝斯、死神之子、Job for a Cowboy 和 High on Fire 一同參加「Gigantour 3」北美巡迴。
2008年4月4日，樂團發行了第九張錄音室專輯《意識終結》。 專輯中的第一首單曲《The Mirror's Truth》在2008年3月7日於歐洲發行。接下來他們參加「Metaltown Festival」、「Graspop Metal Meeting」、「Nova Rock Festival」、「Rock am Ring and Rock im Park」、「Gigantour」和「Download Festival」等搖滾音樂季的演出。
2010年2月12日，創始吉他手Jesper Strömblad在myspace上宣佈了離隊消息。2月24日，樂團表示他們接下來將在夏天舉行兩場表演，屆時將開始緩慢的為新專輯寫歌。10月11日樂團進入錄音室錄製新專輯，預計2011年6月發行。並加入新的吉他手Niclas Engelin接替。
2015年11月7日，鼓手Daniel Svensson宣佈將在巡迴結束後離開樂團，為了能夠好好陪伴家人。

## 旋律死亡金屬

### 背景
烈焰邪神樂團與寂靜黑暗樂團和 At the Gates 被視為旋律死亡金屬的先驅。這三團的創始團員都住在瑞典哥登堡，他們都是朋友並互相分享音樂的喜好。 最後，這些人分別組成了有相同音樂方向的三個樂團烈焰邪神、寂靜黑暗和 At the Gates。
Jesper Strömblad 成立樂團，是想要寫出結合鐵娘子樂團的吉他特色與死亡金屬的音樂，Jesper 說他從未聽過有任何一個樂團作過這種音樂。 Jesper 在寫歌的時候也會使用鍵盤，這在死亡金屬中是很少見的。自從首張專輯《Lunar Strain》開始，他們就開始使用鍵盤，但直到今日他們依然拒絕招募正式的鍵盤手。

### 音樂類型
烈焰邪神樂團的音樂特色是使用和聲音程的主奏吉他旋律。在早期的專輯像是《愚昧種族》，烈焰邪神樂團許多次使用兩個運用和聲音程的主奏吉他取代節奏吉他。然而，當他們只有兩位吉他手時，他們發現在演唱會上難以表演這類歌曲。從《風雲變色》開始它們專注於寫出能在現場表演的歌曲。在《魔音傳腦》中，樂團減少了吉他旋律，增加了合成音效。然而，之後並沒有繼續採行這種方式。
烈焰邪神樂團的主唱特色在於使用咆哮聲線（死腔）或吶喊聲線並搭配著少許清腔。在最近的專輯如《終極路線》中，樂團更強調清腔的使用，特別在副歌中。他們的歌詞則隨著人生的過程而改變。在《愚昧種族》或《烏托邦》等早期的專輯中，歌詞注重在占星學、人和其他與地球有關的主題。 在近期的作品中像是《魔音傳腦》和《終極路線》，歌詞重心則在個人議題、思想、和其他反思的主題。
從2002發行的《風雲變色》開始，因音樂風格逐漸改變為更主流的另類金屬風格，導致樂團歌迷的流失。部分歌迷喜愛較重、較有死亡金屬風格的專輯，如《Lunar Strain》和《烏托邦》。 然而，樂團在世界上的歌迷數量仍不斷增加。比較明顯的改變如用吶喊和清腔取代過去使用的死腔、增加節奏組而減少吉他旋律與獨奏、使用合成器與電子音效、受美國重金屬樂影響的副歌等。

### 影響
烈焰邪神樂團成為了新音樂類型的先驅，影響了許多樂團以及帶動了新的音樂浪潮 金屬核。許多金屬核樂團像是Darkest Hour 、至死方休（As I Lay Dying） 和死神殘骸（Still Remains） 等樂團都說烈焰邪神樂團是影響他們最深的樂團之一。他們同時也影響了許多後來的旋律死亡金屬樂團像是 Insomnium 、Omnium Gatherum 、Blood Stain Child 與 Now Until the Hour  等等。

## 其他

### 獎項
烈焰邪神樂團目前已得到三座的瑞典葛萊美獎。 2005年，樂團以《魔音傳腦》這張專輯贏得第一座瑞典葛萊美獎「最佳搖滾/金屬專輯」。 2006年，他們贏得了第二次瑞典葛萊美獎「Swedish Export Award」。 這是第一次金屬樂團贏得這獎項，當時的瑞典經濟部長 Thomas Östros 曾說：「感謝烈焰邪神樂團，瑞典現在有個全世界最優秀的金屬樂團。」 2007年，他們再度以《終極路線》贏得「最佳搖滾/金屬專輯」。

### 小丑頭
當他們正在錄製第二張專輯《愚昧種族》時，Anders Fridén 和 Niklas Sundin 突發奇想，想設計一個代表烈焰邪神樂團的標誌。 最後的成果就是「小丑頭」。這圖案在《愚昧種族》專輯封面上首度出現，之後固定出現在每個專輯封面上。 小丑頭同時也出現在他們的商品以及演唱會布景上。在等待第九張專輯《意識終結》的時候，一個烈焰邪神樂團的歌迷網站開始運作，以小丑頭當作網站標誌以及網路域名。

## 團員

### 現任團員
| 姓名           | 樂器                     | 時間            | 其他資訊                                 |
| -------------- | ------------------------ | --------------- | ---------------------------------------- |
| Anders Fridén  | 主唱                     | 1995–           | 前寂靜黑暗樂團主唱                       |
| Björn Gelotte  | 主奏吉他、鼓 (1995-1998) | 1995–           | 2003年同Jesper Strömblad創了All Ends一團 |
| Niclas Engelin | 吉他                     | 1997–1998,2011- |                                          |
| Bryce Paul     | 貝斯                     | 2017–           |                                          |
| Tanner Wayne   | 鼓                       | 2018–           |                                          |

### 前任團員
| 姓名             | 樂器                   | 時間      | 離開原因                       |
| ---------------- | ---------------------- | --------- | ------------------------------ |
| Glenn Ljungström | 主奏吉他               | 1993–1997 | 家庭因素                       |
| Johan Larsson    | 貝斯                   | 1993–1997 | 未知                           |
| Jesper Strömblad | 節奏吉他,鼓(1990-1993) | 1990–2010 | 因為個人問題和健康因素而離團。 |
| Daniel Svensson  | 鼓                     | 1998–2015 | 家庭因素(為了陪伴家人)         |
| Peter Iwers      | 貝斯                   | 1997–2016 |                                |
| Joe Rickard      | 鼓                     | 2016–2018 |                                |

### 錄音樂手
| 姓名              | 樂器 | 專輯                                                                                                 |
| ----------------- | ---- | --- |
| Carl Näslund      | 吉他 | 《Lunar Strain》(1994)                                                                               |
| Mikael Stanne     | 主唱 | 《Lunar Strain》(1994)                                                                               |
| Anders Jivarp     | 鼓   | 《Subterranean》(1995)                                                                               |
| Daniel Erlandsson | 鼓   | 《Subterranean》(1995)                                                                               |
| Henke Forss       | 主唱 | 《Subterranean》(1995)                                                                               |
| Jocke Göthberg    | 主唱 | 《Subterranean》(1995)                                                                               |
| Fredrik Nordström | 鍵盤 | 《愚昧種族》(1996)                                                                                   |
| Charlie Storm     | 鍵盤 | 《謊言殖民地》(1999)和《巫毒傀儡》(2000)                                                             |
| Örjan Örnkloo     | 鍵盤 | 《風雲變色》(2002)、《魔音傳腦》(2004)、《終極路線》(2006)、《意識終結》(2008)、《失落的樂園》(2011) |

## 音樂作品

### 錄音室專輯
- 《Lunar Strain》  (1994)
- 《愚昧種族》 （The Jester Race） (1996)
- 《烏托邦》（Whoracle） (1997)
- 《謊言殖民地》（Colony）  (1999)
- 《巫毒傀儡》（Clayman）  (2000)
- 《風雲變色》（Reroute to Remain）  (2002)
- 《魔音傳腦》（Soundtrack to Your Escape）  (2004)
- 《終極路線》（Come Clarity）  (2006)
- 《意識終結》（A Sense of Purpose）  (2008)
- 《失落的樂園》（Sounds of a Playground Fading） (2011)
- 《海妖魅力》（Siren Charms ） (2014)
- Battles (2016)
- I, the Mask (2019)
- Foregone (2023)

### 現場專輯
- （The Tokyo Showdown） (2001)

### EP
- （Subterranean） (1995)
- （ack-Ash Inheritance） (1997)
- （Trigger）(2003)

### 單曲
- （Cloud Connected） (2002)
- （The Quiet Place） (2004)
- （Come Clarity） (2006)
- （The Mirror's Truth） (2008)
- （Deliver Us） (2011)

### DVD
- （Used & Abused In Live We Trust） (2005)

## 外部連結
- 官方網站 （页面存档备份，存于）
- 烈焰邪神的MySpace主頁